# Kattimancode
Kattimancode es una ciudad censal situada en el distrito de Kanyakumari en el estado de Tamil Nadu (India). Su población es de 8541 habitantes (2011). Se encuentra a 62 km de Thiruvananthapuram y a 77 km de Tirunelveli. 

## Demografía
Según el censo de 2011 la población de Kattimancode era de 8541 habitantes, de los cuales 4331 eran hombres y 4210 eran mujeres. Kattimancode tiene una tasa media de alfabetización del 92,85%, superior a la media estatal del 80,09%: la alfabetización masculina es del 94,34%, y la alfabetización femenina del 91,34%.